# (890) Waltraut
(890) Waltraut es un asteroide perteneciente al cinturón de asteroides descubierto el 11 de marzo de 1918 por Maximilian Franz Wolf desde el observatorio de Heidelberg-Königstuhl, Alemania.
Está nombrado por Waltraut, un personaje de la ópera El ocaso de los dioses del compositor alemán Richard Wagner.
Forma parte de la familia asteroidal de Eos.